# 托群島
64°18′S 62°55′W / 64.300°S 62.917°W

托群島（Tau Islands），是南極洲的群島，屬於帕默群島中梅爾基奧群島的一部分，處於伊塔島東北端對開海域，在1946年被繪入阿根廷地圖，現時由南極條約體系管理。